# Acalypha hispida
Acalypha hispida, comúnmente llamada  moco de pavo, rabo de gato o manto de candela, es una planta de la familia de las euforbiáceas, considerada oriunda de Malasia.

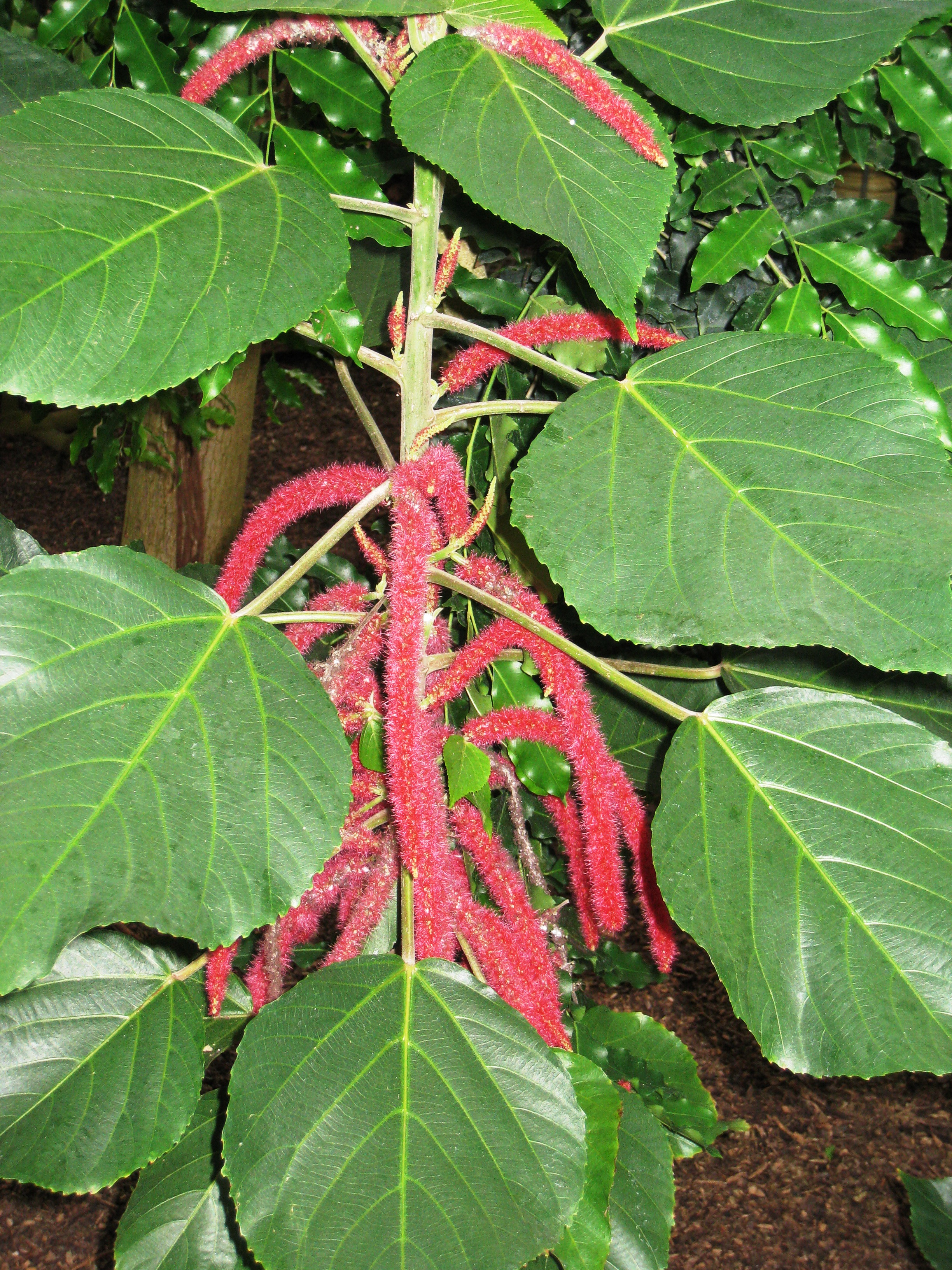
Ejemplar en plena floración

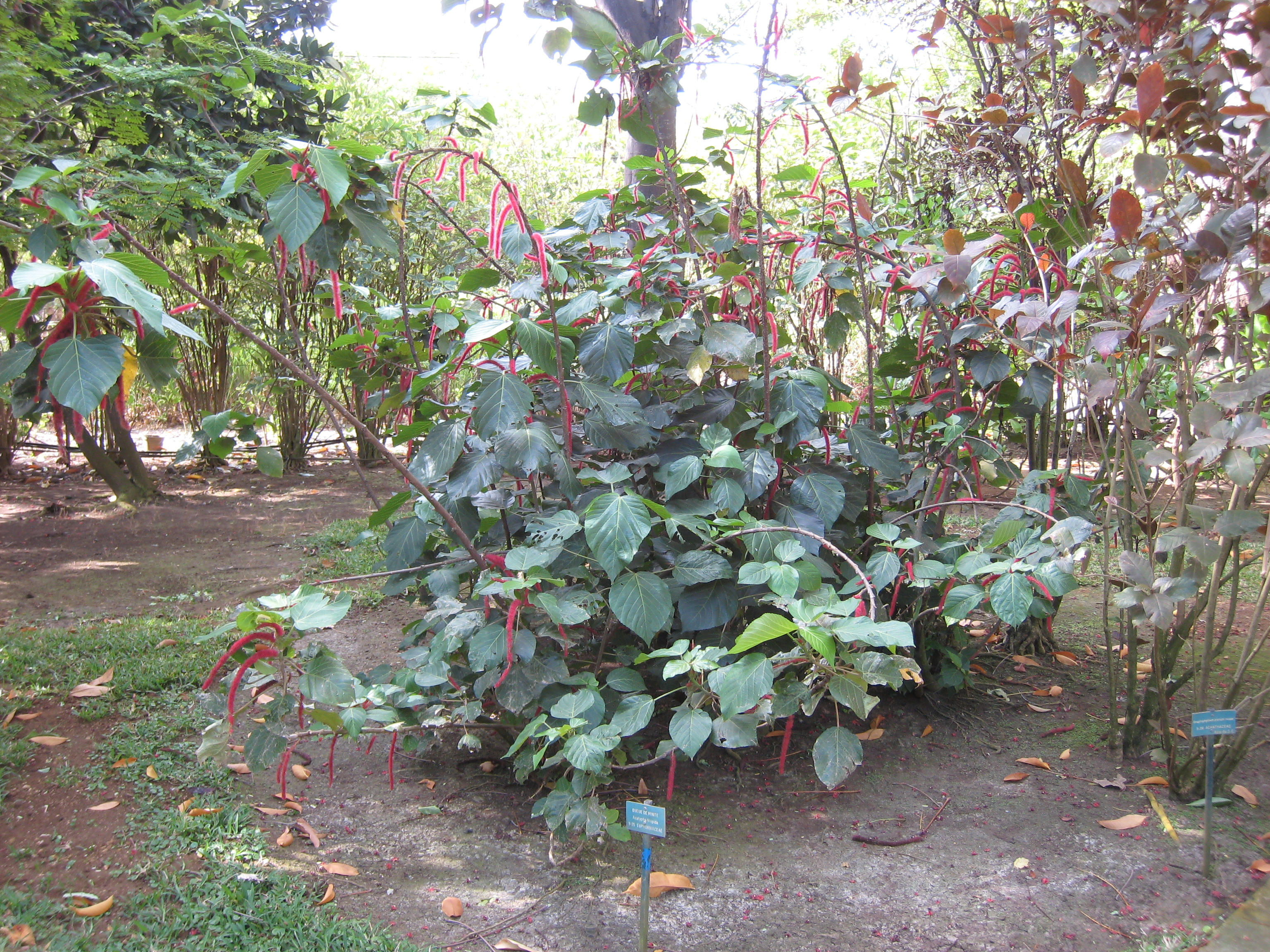
Vista de la planta

## Descripción
Es un arbusto erguido de tallos blandos cultivado por sus preciosas y diminutas flores de un rojo encendido que en verano penden en espigas péndulas y parecidas a las borlas de las plantas hembra. Las hojas son grandes, ovaladas y de un verde brillante a cobre rojizo. Alcanza una altura y envergadura de hasta 1,8 m. La poda regular preserva su frondosidad. Medran a resguardo y a pleno sol; en climas frescos deben crecer en invernaderos con calefacción.

## Taxonomía
Acalypha hispida fue descrita por Nicolaas Laurens Burman y publicado en Flora Indica . . . nec non Prodromus Florae Capensis 203 [printed as 303], pl. 61, f. 1. 1768.
Etimología
Acalypha: nombre genérico que deriva del griego antiguo akalephes = ("ortiga"), en referencia a que sus hojas son semejantes a ortigas.
hispida: epíteto latíno   que significa "peluda, hirsuta".
Sinonimia
- Acalypha densiflora Blume
- Acalypha hispida var. sanderi (N.E.Br.) J.J.Sm.
- Acalypha sanderi N.E.Br.
- Acalypha sanderiana K.Schum.
- Ricinocarpus hispidus (Burm.f.) Kuntze[4]

## Nombre común
- Español: rabo de gato, manto de candela, califa, moco de pavo.